# Gustaf Julin
Gustaf Adolf Julin (i riksdagen kallad Julin i Hjulsjöby), född 1 augusti 1877 i Hjulsjö församling, död där 11 maj 1957, var en svensk skohandlare, senare fjärdingsman och politiker för socialdemokraterna. Han var medlem av andra kammaren 1915–1917.